# Sulpicia de Gaius Pontinius
La lex Sulpicia de Gaius Pontinius va ser una antiga llei romana adoptada a proposta del pretor Servi Sulpici Galba. Ordenava que es donés l'imperium i els honors del triomf al procònsol Gai Pontini. Està datada a la meitat del segle i aC.